# Son cubano
Il son cubano è al contempo un genere musicale e un ballo di coppia nato a Cuba e, più precisamente, a Santiago di Cuba tra la fine  del XIX secolo e l'inizio del XX secolo. Secondo la gran parte degli storici affonda le sue origini nell'unione tra la struttura e la tradizione musicale spagnola con elementi e strumenti musicali caratteristici della musica afro-cubana. Sia in quanto ballo di coppia, ma soprattutto in quanto genere musicale, ha dato gli albori ai ritmi caraibici più ballati oggi, primo fra tutti: la salsa. Assieme al Tango, lo si può considerare il primo ballo di coppia in senso moderno. 
La musica ed il ballo del son presero effettivamente piede nell'isola all'inizio del XX secolo, trovando, negli anni '20 e '30, la nascita di un vero e proprio fenomeno culturale.
Il son deriva dal più aristocratico danzón, che a sua volta deriva dalla contradanza ed è sicuramente il genere più rappresentativo dell'isola, dal quale sono nati i ritmi e le melodie del Mambo negli anni 40, il cha cha cha e la salsa negli anni '50 e la timba negli anni '80.
Uscendo dall'Isla grande, anche la salsa detta "Portoricana" o "Newyorkese", sono stili sviluppatisi negli anni '70 a New York e Miami (quindi non a Portorico, dove come fenomeno di costume sono arrivati così come li conosciamo solo negli anni 90) e sono da considerare anch'essi derivanti dalla matrice cubana del Son.

## Storia

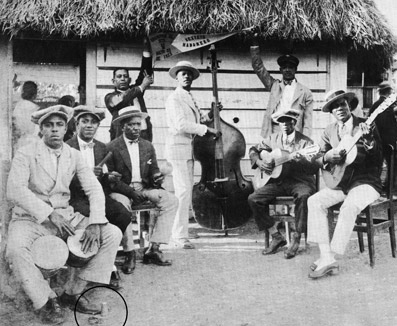
Il famoso "Sexteto Habanero" nel 1925. Il gruppo ebbe un ruolo fondamentale nello sviluppo del son

Il son nasce nelle zone di Santiago di Cuba alla fine dell'Ottocento. I contadini della zona, dopo il ritorno dal lavoro nei campi, si dilettavano in feste campestri chiamate changuì. In queste feste popolari ballavano e cantavano simulando e, talvolta, deridendo i padroni aristocratici. Non era insolito che gli schiavi andassero a "sbirciare" le feste che davano i padroni, sia per ammirare lo sfarzo che non potevano avere, sia per guardarli ballare.
All'epoca, il ballo aristocratico era il danzón, che derivava da balli europei. I contadini avevano nella propria cultura il ritmo e le movenze delle rumba africana che gli era stata tramandata dagli schiavi africani deportati sull'isola. L'unione dei due stili ha creato il son.
La diffusione avvenne per mezzo dei trova, musicisti che giravano Cuba raccontando nelle loro canzoni le storie degli schiavi e che si esibivano in gruppetti di due o tre persone alla volta. Nel 1916 i fratelli Martìnez fondarono il primo gruppo musicale ufficiale di son: il Cuarteto Oriental. I membri erano: Gerardo Martínez (claves), Guillermo Castilla (botija), Ricardo Martínez (tres) e Nery Cabrera (maracas). Il gruppo cominciò a registrare nel 1918 con il nome di Sexteto Habanero.
L'emergere del son cubano aumentò l'interazione tra la cultura spagnola e quella africana e permise ai musicisti neri sia di guadagnare esibendosi, sia di entrare in un ambiente (quello musicale) che prima era riservato solo agli europei. Nella Cuba del 1910 la cultura africana di qualsiasi genere era considerata "volgare" e barbara. Anche i contadini di colore considerati "progressisti" credevano fermamente nella superiorità dei bianchi. Pertanto, la musica con influssi africani in quel tempo era considerata musica da "bambini". Quando cominciò a diffondersi sia tra i bianchi che tra i neri, la classe dirigente cominciò a guardarla con preoccupazione, soprattutto per chi era amante della musica europea.
Nel 1922, con l'introduzione nel paese della radio, la popolarità de L'Avana si impennò. La città vide un sensibile incremento della mafia, poiché in quel periodo in America vigevano le leggi proibizioniste, e l'isola divenne meta del turismo statunitense legato alla prostituzione e al gioco d'azzardo. Tra il 1925 e il 1928 il son visse un periodo di trasformazione in cui da genere di nicchia divenne la musica più popolare dell'isola. Il punto di svolta fu quando il presidente Machado chiese pubblicamente all'orchestra Sonora Matancera di suonare alla sua festa di compleanno. Molti musicisti oltrepassarono i confini nazionali per andare ad esibirsi in America del nord e del sud, il diffondersi del son in altri stati contribuì alla sua popolarità nella stessa Cuba.
Alcuni anni più tardi, alla fine degli anni '20, i Sextetos divennero Septetos con l'introduzione di una cornetta. La popolarità aumentava e nascevano nuovi gruppi, tra i più famosi c'era il Septeto Nacional, diretto da Ignacio Piñeiro, che scrisse Echale salsita (la prima canzone in cui compare il termine salsa) e Dónde estaba anoche. Nel 1928, El Manicero di Rita Montaner divenne la prima canzone cubana a entrare nella hit parade europea. Nel 1930 quella stessa canzone fu portata negli Stati Uniti e dove ebbe grande successo.
Negli anni '40 comparve sulla scena Arsenio Rodríguez, che diventò il musicista che maggiormente influenzò il son. Egli introdusse gli assoli degli strumenti e le improvvisazioni, aggiunse altre trombe e percussioni, tutti strumenti che erano usati anche in precedenza, si passò così dai septetos ai conjuntos. Con l'arrivo del mambo e del cha cha cha negli Stati Uniti, il son (padre degli altri due generi) divenne ancora più popolare. Dopo la rivoluzione cubana, tutte le forme di musica afro-cubana contribuirono allo sviluppo della salsa, termine che i cubani rifiutavano fino a pochi anni prima. La popolarità massiccia che aveva raggiunto il son contribuì a valorizzare la cultura popolare afro-cubana e gli artisti che l'avevano creata. Tra i vari artisti che si affermarono in questo periodo va ricordato Carlos Puebla, autore della popolarissima Hasta siempre, canzone dedicata all'eroe della rivoluzione Che Guevara.

## Evoluzione ed eredità del son
Un gruppo musicale di son "originale" comprendeva questi quattro strumenti: tres, güiro, bongo e kalimba. Successivamente la marimbula fu sostituita dal contrabbasso e si aggiunsero maracas, claves e trombe per formare i sextesos e i septetos degli anni '20. Successivamente fu aggiunto il pianoforte e si arrivò al conjunto, poi arrivarono i timbales, le congas, si aggiunsero strumenti a fiato e violini e i conjuntos diventarono vere e proprie orchestre.
Alla fine degli anni '30, il periodo dorato del son classico era già finito. I sextetos e i septetos che avevano visto una crescente popolarità furono sostituite dalle latin jazz band e dai conjuntos. L'introduzione del tamburo, che era stato un importante contributo alla popolarità del son, aprì la strada ai ritmi afro-cubani. La musica che il son aveva contribuito a creare stava diventando la più richiesta a Cuba. I gruppi di son classico erano costretti a disgregarsi, a cambiare genere oppure a tornare ad esibirsi solo per le comunità afro-cubane.
Alla fine degli anni '40, molti avevano perso interesse per il son, anche i cubani più conservatori. Uno dei motivi del declino fu che le orchestre che si formarono in quegli anni avevano aggiunto strumenti musicali, il che favoriva arrangiamenti molto più elaborati, ritmiche più sostenute e passaggi più veloci. I generi nati negli anni '40, come il mambo, hanno molte caratteristiche derivate dal son. In particolare il son è universalmente considerato il fondatore della salsa.
Il son perse di popolarità a favore dei nuovi generi e non venne più molto ascoltato nemmeno a Cuba, tranne che nella provincia di Santiago, dove è tuttora suonato in quelle che da noi sarebbero considerate balere.
Negli anni '40 e '50, ci fu un boom turistico a Cuba e la popolarità del jazz e della musica americana in genere favorì lo sviluppo di grosse band simili a quelle del jazz. Gli strumenti di queste band comprendevano: piano, basso, una vasta scelta di percussioni afro-cubane, e un cantante. Il repertorio cosmopolita affascinava il pubblico cubano e straniero, anche se si abbandonarono alcune sonorità tipicamente africane per avvicinarsi al gusto del pubblico occidentale. Inoltre, i produttori discografici aumentarono gli sforzi per incidere e diffondere i dischi delle big band e per creare nuovi generi che si rifacessero a quelle sonorità, ormai divenute popolari in tutta Cuba.

## Il son di oggi
Il son tradizionale è stato assimilato in altri generi, ed altri tipi di musica cubana e musica latina continuano ad usare lo stile generato dal son.. La nuova generazione di musica cubana comprende la più nota salsa e la timba.
La caduta dell'URSS (maggior partner economico di Cuba) nel 1991, costrinse l'isola a incoraggiare il turismo per aumentare le entrate. La musica divenne così una delle attrazioni principali dell'isola.
Il film e il successivo album Buena Vista Social Club, usciti alla fine degli anni '90, rilanciarono la popolarità del genere musicale fino a farlo diventare un fenomeno mondiale. Grazie al gruppo di musicisti che hanno inciso quest'album e alla produzione cinematografica che ne è seguita, il son è stato riscoperto. Sebbene molti cubani non considerino rappresentativi dell'isola gli artisti che si sono esibiti in Buena Vista Social Club, questi hanno avuto la capacità di far conoscere il son alle nuove generazioni sia a Cuba che nel resto del mondo, anche dove il son non era mai stato sentito prima.
Negli ultimi anni sembra crescere nuovamente l'interesse nei confronti del Son, grazie ballerini e maestri che si esibiscono e che lo insegnano. 